# Alessandro Bossalini
Alessandro Bossalini (Plasencia, 17 de junio de 1974) es un deportista italiano que compitió en esgrima, especialista en la modalidad de espada. Ganó una medalla de bronce en el Campeonato Europeo de Esgrima de 2003, en la prueba por equipos.

## Palmarés internacional
| Campeonato Europeo | Campeonato Europeo | Campeonato Europeo | Campeonato Europeo |
| Año                | Lugar              | Medalla            | Prueba             |
| ------------------ | ------------------ | ------------------ | ------------------ |
| 2003               | Bourges (Francia)  | Medalla de bronce  | Espada por equipos |